# Championnat de France de rink hockey 2019-2020
Navigation
Nationale 1 2018-2019 Nationale 1 2020-2021
Le championnat de France de Nationale 1 2019-2020 est une édition de la plus importante compétition de rink hockey en France qui se déroule du 28 septembre 2019 au 7 mars 2020.
Organisé sous l'égide de la fédération française de roller et skateboard, le championnat est composé de douze équipes qui se rencontrent chacune deux fois, sous la forme de matchs aller-retour. Pour les équipes participantes, le championnat est entrecoupé par la coupe de France, ou par des compétitions internationales telles que la coupe CERS ou la Ligue européenne.
Le vainqueur de l'édition précédente est le HC Quévert qui s'adjuge alors son onzième titre. En septembre 2019, l'équipe affronte le SCRA Saint-Omer, vainqueur de la coupe de France 2019, dans le cadre de la seconde supercoupe de France. Comme lors de l'édition précédente, l'équipe de Saint-Omer s'adjuge le trophée.
En raison de la pandémie de Covid-19, les rencontres sont interrompues à l'issue de la 15e journée. Le championnat ne reprendra pas. La fédération française décide de considérer le classement provisoire comme définitif et attribue le titre de championnat de France à Saint-Omer. Le club obtient ainsi son neuvième titre qu'elle n'avait pas remporté depuis la saison 2012-2013.

## Protagonistes

### Clubs engagés
| \| Biarritz Vaulx-en-Velin Nantes Poiré-sur-Vie Coutras Noisy-le-Grand La Roche-sur-Yon Lyon Mérignac Ploufragan Quévert Saint-Omer \| Localisation des clubs engagés dans le championnat. |
| Biarritz Vaulx-en-Velin Nantes Poiré-sur-Vie Coutras Noisy-le-Grand La Roche-sur-Yon Lyon Mérignac Ploufragan Quévert Saint-Omer                                                           |

Les dix premiers du championnat de Nationale 1 2018-2019 et les deux premières équipes du championnat de Nationale 2 de 2018-2019 participent à la compétition. Les deux dernières équipes de Nationale 1 de 2018-2019 sont reléguées en Nationale 2.
| Club                | Classement 2018-2019 | Entraîneur              | Salle(s)                                    |
| ------------------- | -------------------- | ----------------------- | ------------------------------------------- |
| HC Quévert          | 1er                  | Sergio Alexandro Burgoa | Salle Némée, Dinan                          |
| SCRA Saint-Omer     | 2e                   | Fabien Savreux          | Salle du Brockus, Saint-Omer                |
| LV La Roche-sur-Yon | 3e                   | Lucas Gaucher           | Salle de l'Angelmière, La Roche-sur-Yon     |
| US Coutras          | 4e                   | Nicolas Huguet          | Patinoire Milou Ducourtioux, Coutras        |
| SPRS Ploufragan     | 5e                   | Joao Patricio           | Salle Glénan, Ploufragan                    |
| Nantes ARH          | 6e                   | Jordi Exposito Rovira   | Salle du Croissant, Nantes                  |
| SA Mérignac         | 7e                   | Stéphane Hérin          | Roller Stadium, Mérignac                    |
| RHC Lyon            | 8e                   | Michel Debrouver        | Halle de roller-skating de la Duchère, Lyon |
| Poiré Roller        | 9e                   | Marc Salicru Moscoso    | Salle de la Montparière, Poiré-sur-Vie      |
| CS Noisy-le-Grand   | 10e                  | Anthony Weber           | Gymnase des Yvris, Noisy-le-Grand           |
| ROC Vaulx-en-Velin  | 1er Nationale 2      | Paulo Ribeiro           | Gymnase Ambroise Croizat, Vaulx-en-Velin    |
| Biarritz ORH        | 2e Nationale 2       | Axel Bruche             | Gymnase Notary, Biarritz                    |

## Pré-saison

### Transferts
La période règlementaire des transferts en France, s’étend du 1er juin 2019 au 30 juin 2019.
L’intersaison est marquée par l’arrêt de quelques joueurs. C'est notamment le cas de Corentin Le Polodec de Quévert qui décide de raccrocher les patins. Le Poiré-sur-Vie voit quant à lui s'arrêter son capitaine, Florian Bouchet. Le club de noisy-le-Grand perd quant à lui Anthony Weber qui prend sa retraite sportive et Mathias Narce qui arrête temporairement.
Les transferts entre clubs français sont nombreux. Le Poiré-sur-Vie voit son effectif fortement renouvelé. Le recrutement des deux Espagnols Ruben Ferrer et Vicent Marti Gandia, d'un Italien avec Oscar Ferrari, et de deux joueurs de Bouguenais, Romain Averty et Valentin Bily doivent compenser les départs du club. Albert Ramos et Alex Martinez quitte le club vendéen pour retourner en Espagne. Coutras parvient à récupérer deux joueurs du Poiré-sur-Vie, l'italo-argentin Facundo Posito ainsi que l'Italien Ricardo Valverde, mais perd Andres Huernos pour Roubaix et Timothée Laborde qui retourne dans son club. Guillaume Rault quitte Quévert au profit de Pacé,. Il est remplacé par Ronan Ricaille de Saint-Omer qui retourne dans son club formateur. Il est accompagné dans ce transfert par Quentin Poidevin. Le club connaît aussi le départ d'Anthony Da Costa vers Noisy-le-Grand et de Lucas Demey pour Tourcoing. Mais les audomarois parviennent tout de même à récupérer un attaquant auprès de Lyon par l'intermédiaire d'Albert Querol,. La Roche-sur-Yon se renforce en recrutant Tom Mfuekani auprès de Villejuif. Le club de seconde division de Saint-Sébastien parvient à embaucher l'entraineur de la Vendéenne, Miquel Angel Sanchez Sevilla, ainsi qu'Hugo Peigne de Vaulx-en-Velin. Vaulx-en-Velin permet aussi Lionel Goncalves à destination de Lyon et Angel Lahera Hervilla, retournant en Espagne après une année en Erasmus. Matéo Avondo est quant à lui transféré de Mérignac vers Nantes. Mérignac perd également Pol Corlay à destination d'Ergué-Gabéric, mais parvient à obtenir Anthony Fusary et Manel Roman Cheva, un catalan jouant à Noisy. Ploufragan voit le départ de Nolan Seymour pour Pacé, compensé par l'arrivée de Titouan Rousseau, mais qui n'intégre l'effectif qu'à partir de janvier 2020 en raison d'un séjour scolaire,.
D’autres joueurs, évoluant en France lors de la saison précédente, décident de conquérir dans un championnat étranger. Juan Marin de Coutras retourne jouer en Argentine tandis que Fédérico Bocchi s'en va pour l'Espagne. Marc Povedano Guitart s'en va de Coutras pour les espagnols du CP Vic. Nathan Gefflot, comme de nombreux autres joueurs de l'équipe de France les  saisons précédentes, choisit de quitter le championnat français pour l'Espagne. Mais le club compte sur le retour de Sébastien Cutaia, qui a repris le hockey la saison précédente à Seynod. Les nantais Guillem Fox et Pol Macia retournent tous deux en Espagne, tout comme David Paris de Lyon.
Certains clubs parviennent à recruter des joueurs à l’international. Noisy pour faire face à l'arrêt de deux de ses joueurs recrute Tomas Moreira, de Paços de Arco au Portugal. La Roche-sur-Yon recrute son troisième portugais : Joâo Ricardo, formé au HC Turquel comme ses compatriotes, provient du club italien Vercelli. Saint-Omer est allé recruter un défenseur italo-argentin, Matias Baieli, jouant à Scandiano. Vaulx-en-Velin est allé jusqu'en Argentine pour trouver son nouveau gardien Juan Pablo Moreno venant de l'UVT. Mérignac s'est également intéressé à l'Amérique du Sud avec le Chilien Benjamin Puentes. Nantes s'est limité à l'Espagne pour parfaire son effectif avec Jordi Exposito Rovira comme nouvel entraineur, et Ferran Mañé Benach. Biarritz effectue un double recrutement avec le gardien, Pol Clos Sendra de Lloret et Arnaud Crémèse de Coimbra au Portugal. De même le Poiré Roller recrute à la fois Oscar Ferrari en Italie et Alex Roca en Espagne.
Plus tard dans la saison, au moment de la trêve hivernale, Carlos Cantó qui joue la saison précédente à Mérignac choisit de revenir en France au Poiré-sur-Vie, après avoir effectué un début de saison au Portugal au SC Marinhense. Nantes voit Pere Tella quitter le club. Marc Povedano vient renforcer Saint-Omer pour la seconde partie du championnat.

### Préparations et objectifs
La saison commence par la Supercoupe de France 2019, qui voit s'opposer Quévert et Saint-Omer, deux prétendants au titre pour le championnat 2019-2020. Les Quévertois ont repris l'entraineur à partir du 19 août 2019. Ils ont pour objectifs de remporter la Supercoupe 2019, la Coupe 2020, le championnat et d'aller le plus loin possible en Ligue 2020. Saint-Omer, l'adversaire de Quévert pour en Supercoupe, a déjà levé le trophée l'année précédente. Le club vise par ailleurs le triplé, coupe, supercoupe et championnat. Saint-Omer remporte le match aller sur le plus petit des scores par un but à rien. C'est toujours prive de Tony Sero, blessé que Quévert reçoit Saint-Omer, lors de la seconde rencontre. Lors de la supercoupe, Cirilo Garcia est exclu sur carton rouge. En décembre 2019, il écope d'une suspension de 12 matchs par la commission de discipline.
Après trois semaines de préparations individuelles, les Yonnais organisent leur traditionnel tournoi de rentré le 14 septembre 2019. L'équipe est désormais entrainée par Lucas Gaucher, ancien joueur et président du club. Le club remporte les deux tournois du 14 et du 22 septembre 2019, avant de commencer la saison le week-end suivant. Le club vendéen ambitionne de terminer sur le podium du championnat, d'atteindre la finale-four de la coupe de France 2020 et de placer deux de ses joueurs, Erwan Debrouver et Lilian Debrouver, dans l'équipe de France qui participe au championnat d'Europe 2020.
Ploufragan s'estime en retrait par rapport au trio des favoris que sont la Roche-sur-Yon, Quévert et Saint-Omer. Quatrième lors de la saison précédente, l'objectif annoncé par le président Yves-Marie Donval est d'obtenir rapidement le maintien et ne considère la coupe d'Europe que comme accessoire.
Avec Coutras, Ploufragan participe au trophée Monique Chanu en compagnie d'équipe de seconde division.

## Saison

### Résumés des rencontres par journée

#### 1rejournée
Ploufragan - Poiré,.
Quévert - Noisy-le-Grand
Biarritz - Saint-Omer

#### 2ejournée
Ploufragan - Lyon,,.
Vaulx-en-Velin - Quévert,,.
Pour son premier match à domicile, Saint-Omer reçoit Coutras, prétendant au podium en fin de saison,.

#### 3ejournée
La Roche-sur-Yon - Ploufragan.
Romain Planque de Ploufragan qui estime décevant son début de saison en n'obtenant qu'un point en deux rencontres à domicile, se déplace à La Vendéenne.
Quévert et Saint-Omer, s'opposent de nouveau après s'être rencontré lors des deux matchs de supercoupe de France en début de saison. Les deux premiers matchs ont tourné à l'avantage des nordistes,,.

#### 4ejournée
Biarritz - Ploufragan.
Saint-Omer - Nantes,,.
Coutras - Quévert,,.

#### 5ejournée
Ploufragan  Mérignac,
Poiré - Saint-Omer.
Quévert - Biarritz,.

#### 6ejournée
Noisy-le-Grand - Ploufragan,
Saint-Omer - Lyon.
Quévert - Nantes,.

#### 7ejournée
Ploufragan - Vaulx-en-Velin,.
Les supporters de Saint-Omer, second du championnat, se sont déplacés en nombre pour assister à la rencontre opposant leur club au premier du classement, la Roche-sur-Yon dans une salle trop petite pour l'évènement. Les locaux, bien que paraissant dominés, ouvre le score par un but de Debrouver, mais les  nordistes égalisent avant la pause. En seconde période, Matias Baieli par un doublé donne l'avantage à Saint-Omer que La Vendéenne ne parvient pas à remonter,.
Poiré - Quévert,,.

#### 8ejournée
Saint-Omer, grand favori de la rencontre, reçoit Ploufragan qui joue sans David Abreu, blessé. Les Audomarois confirment leur statut en marquant dès les premières secondes. L'efficacité du gardien nordiste, Pedro Chambell, permet aux locaux de garder la balle éloignée de leur but, tandis que les attaquant parviennent à mettre quatre nouveaux buts face aux Bretons,.
Les champions en titre de Quévert, après avoir connu deux déconvenues lors des précédentes journées, souhaitent faire oublier ces deux matchs nuls lors de la réception de l'équipe de Lyon. Bien qu'ayant deux joueurs blessés les Bretons se défont facilement des lyonnais sur un score important de treize buts contre quatre, avec deux quadruplés de Toni Sero et Joan Galbas,,.

#### 9ejournée
Saint-Omer qui enchaine de bonnes performances lors de ses précédentes rencontres, se déplacent avec appréhension à Mérignac pourtant septième. Les audamarois sont en difficultés dans cette salle dans laquelle ils n'ont pas gagné depuis la saison 2012-2013. Ce n'est pas cette année que la tendance s'inverse, les deux équipes se quittent sur un match sans le moindre but d'un côté comme de l'autre.
Les aquitains de Coutras sont reçus par Ploufragan qui n'est pas le favori de la rencontre. Les Coutrillons confirment leur statut par un doublé de Facundo Posito Esteban dans le premier quart-d'heure. Mais un contre et deux tirs permettant aux hôtes d'inverser le score. En seconde période, un doublé du Breton Romain Planque permet à Ploufragan d'obtenir son troisième succès de la saison,,.
C'est avec Ronan Ricaille de retour de blessure après un mois d'absence, que Quévert se déplace à la Vendéenne, un concurrent au titre. Les Bretons ont conscience de l'enjeu du déplacement, mais se font surprendre en encaissant trois buts dans les cinq premières minutes. Les Quévertois remontent un peu au score, mais les Vendéens marquent quatre buts dans les dix dernières minutes du match,,.
Lors du match en retard qui oppose Poiré à Biarritz, les Vendéens renforcés par de jeunes joueurs espagnols, ont dominé le début de rencontre. Mais leur manque d'expérience, et un triplé du biarrot Eliot Coupé, laisse une certaine déception à Ruben Ferrer, bien que le Poiré-sur-Vie s'assure du gain du match.

#### 10ejournée
Saint-Omer - Noisy,,.
Quévert - Ploufragan 
,

,

,

,
.

#### 11ejournée
Poiré - Vendéenne
Mérignac - Quévert,.
Ploufragan - Nantes,,.
Vaulx-en-Velin - Saint-Omer ,.

#### 12ejournée
Saint-Omer - Biarritz
Quévert - Noisy
Poiré - Ploufragan

#### 13ejournée
Lyon - Ploufragan,
Quévert - Vaulx,,

#### 14ejournée
Ploufragan - La Roche,
Saint-Omer - Quévert,,

#### 15ejournée
Nantes - Saint-Omer,,
Quévert - Coutras,,,
Alors que Ploufragan sort satisfait de sa journée précédente, les Bretons accueillent les joueurs de Biarritz qui sont relégables. Le doublé d'Abreu dans les premières de jeu permet aux locaux de prendre un avantage qui les conduisent à la remporter le match par six buts à un. La victoire permet à Ploufragan d'être en mesure d'atteindre son objectif de début de saison : obtenir une qualification européenne.

### Tableau synthétique des résultats
| Résultats (dom.\ext.)                                      | USC | BO   | ROC | LV   | RHC  | SAM | NARH | CSNG | SPRS | HCQ  | PR  | SCRA |
| US Coutras                                                 |     | 8-1  | 8-0 | 2-1  |      | 2-4 |      | 9-9  |      | 0-1  | 3-2 | 0-3  |
| Biarritz ORH                                               | 4-8 |      | 2-0 | 1-12 |      |     | 3-4  |      | 4-3  |      |     | 2-7  |
| ROC Vaulx-en-Velin                                         | 3-6 |      |     | 1-5  |      | 2-4 | 4-4  |      |      | 0-8  | 1-3 | 0-7  |
| LV La Roche-sur-Yon                                        |     | 7-2  |     |      | 4-0  | 6-2 |      | 5-3  | 6-2  | 10-5 |     | 1-3  |
| RHC Lyon                                                   | 2-5 | 4-3  | 5-2 | 1-8  |      | 1-1 | 4-2  | 2-6  | 3-5  |      |     |      |
| SA Mérignac                                                |     | 2-2  |     | 1-6  | 6-0  |     | 6-7  | 6-6  |      | 2-10 | 3-4 | 0-0  |
| Nantes ARH                                                 | 2-4 |      | 7-1 | 3-5  |      | 1-2 |      | 4-4  |      |      | 3-2 | 2-3  |
| CS Noisy-le-Grand                                          |     | 5-5  | 5-1 |      | 6-3  |     | 6-14 |      | 5-4  | 4-5  | 3-2 |      |
| SPRS Ploufragan                                            | 6-3 | 6-1  | 6-3 | 2-3  | 3-4  | 7-2 | 6-2  |      |      |      | 2-2 |      |
| HC Dinan-Quévert                                           | 8-3 | 7-1  | 4-3 |      | 13-4 |     | 4-4  | 5-2  | 7-1  |      |     | 3-3  |
| Poiré Roller                                               |     | 6-4  | 3-2 | 3-5  | 5-1  | 8-4 |      | 1-2  | 2-2  | 2-2  |     |      |
| SCRA Saint-Omer                                            | 8-5 | 10-1 |     |      | 6-1  |     | 6-1  | 8-3  | 5-0  | 6-3  | 1-3 |      |
| - Victoire à domicile - Match nul - Victoire à l'extérieur |     |      |     |      |      |     |      |      |      |      |     |      |

### Classement de la saison
Le 13 mars 2020, la fédération annonce la suspension de la saison jusqu'au 5 avril 2020. Celle-ci est arrêtée à la 15e journée en raison de la crise sanitaire causée par la pandémie de Covid-19, alors qu'il reste sept journées à jouer. La fédération décide le 14 avril 2020 de mettre un terme définitif à la saison. Cette décision est notamment liée à l'incertitude concernant les modalités de déconfinement, avec notamment des doutes quant à une éventuelle régionalisation des restrictions qui n'auraient pas permis de poursuivre la saison pour un championnat national avec des clubs répartis sur tout le territoire ainsi qu'à l'annonce du 13 avril 2020 d’interrompre les grandes manifestations jusqu'à mi-juillet.
Cette mesure de cesser le championnat n'est pas contestée, contrairement au choix de l'attribution du titre au club qui était premier du classement lors de l’interruption des rencontres. Le président du club de Quévert, bien qu'il juge que son équipe n'était plus mesure d'obtenir le titre, critique cette attribution en motivant son opinion par le nombre de journées restantes à jouer qu'il estime trop important,. Questionné à ce sujet en mars, il avait affirmé avant même qu'aucune décision ne soit prise, que « l’autre solution serait d’arrêter le championnat tel qu’il est aujourd’hui, mais ce serait pour moi, la plus mauvaise solution. ». Ceci n'est pas de l'avis de l'entraineur de Saint-Omer, club vainqueur, qui félicite la reconnaissance de la fédération du parcours sportif réalisé lors de la saison, en décidant d'attribuer un titre malgré les circonstances. 
| Rang | Équipe              | Pts | J  | G  | N | P  | Bp | Bc | Diff |
| ---- | ------------------- | --- | -- | -- | - | -- | -- | -- | ---- |
| 1    | SCRA Saint-OmerS    | 41  | 15 | 13 | 2 | 0  | 78 | 23 | +55  |
| 2    | LV La Roche-sur-Yon | 39  | 15 | 13 | 0 | 2  | 84 | 31 | +53  |
| 3    | HC Dinan-QuévertT   | 33  | 15 | 10 | 3 | 2  | 85 | 45 | +40  |
| 4    | US Coutras          | 25  | 15 | 8  | 1 | 6  | 66 | 54 | +12  |
| 5    | CS Noisy-le-GrandC  | 22  | 15 | 6  | 4 | 5  | 69 | 73 | -4   |
| 6    | Poiré Roller        | 21  | 15 | 6  | 3 | 6  | 46 | 40 | +6   |
| 7    | SPRS Ploufragan     | 20  | 15 | 6  | 2 | 7  | 55 | 52 | +3   |
| 8    | Nantes ARH          | 18  | 15 | 6  | 2 | 7  | 59 | 60 | -1   |
| 9    | SA Mérignac         | 16  | 15 | 4  | 4 | 7  | 45 | 62 | -17  |
| 10   | RHC Lyon            | 13  | 15 | 4  | 1 | 6  | 35 | 75 | -40  |
| 11   | Biarritz ORHP       | 8   | 15 | 2  | 2 | 11 | 36 | 89 | -53  |
| 12   | ROC Vaulx-en-VelinP | 1   | 15 | 0  | 1 | 14 | 23 | 77 | -54  |

|   | Champion et qualification en Ligue européenne |
|   | Qualification en Ligue européenne             |
|   | Qualification en WS Europe Cup                |
|   | Relégation en Nationale 2                     |
| T | Tenant du titre                               |
| P | Promu                                         |
| C | Vainqueur de la Coupe de France 2020          |
| S | Vainqueur de la Supercoupe de France 2019     |

Saint-Omer, premier du classement à l'issue de la 15e journée en mars 2020, remporte l'édition 2020 lors de l'annonce faite par la fédération française en avril 2020. Il s'agit du neuvième titre pour le club audomarois, titre que le club n'avait pas remporté depuis 2013.
La Vendéenne, second du classement, se qualifie pour l'Euroleague. Jean-Philippe Brison explique que ce résultat permet au club de facilité le recrutement du club, qui termine ses transferts dès avril.
Afin de compléter le podium, le club de Quévert obtient la troisième place. Quévert, double tenant du titre, ne parvient pas obtenir une place qualificative pour participer à la ligue des champions. Seuls les deux premiers y ont accès. Cependant, la performance de l'équipe permet d'accéder à une compétition européenne secondaire, la coupe CERS.
L'équipe du Poiré-sur-Vie en terminant à la 6e place du championnat 2020 se qualifie pour la première fois à une compétition européenne. Avec le club voisin de La Roche-sur-Yon, le département de la Vendée compte deux représentants au niveau européen. La septième et dernière place qualificative pour une compétition européenne revient à Ploufragan. Mais ce dernier club renonce à participer à la compétition, notamment en raison que la période des transferts perturbés par l'épidémie de Covid-19 n'a pas permis la réalisation des recrutements.
En bas de classement Biarritz et Vaulx-en-Velin sont tous les deux relégués en seconde division pour la saison prochaine.
| Clubs \ Journées    | 1  | 2  | 3  | 4  | 5  | 6  | 7  | 8  | 9  | 10 | 11 | 12 | 13 | 14 | 15 |
| ------------------- | -- | -- | -- | -- | -- | -- | -- | -- | -- | -- | -- | -- | -- | -- | -- |
| US Coutras          | 1  | 6  | 5  | 5  | 4  | 4  | 4  | 4  | 4  | 4  | 4  | 4  | 4  | 4  | 4  |
| Biarritz ORH        | 10 | 10 | 11 | 10 | 11 | 11 | 11 | 11 | 11 | 11 | 11 | 11 | 11 | 11 | 11 |
| ROC Vaulx-en-Velin  | 12 | 12 | 12 | 12 | 12 | 12 | 12 | 12 | 12 | 12 | 12 | 12 | 12 | 12 | 12 |
| RHC Lyon            | 11 | 8  | 8  | 9  | 6  | 8  | 9  | 10 | 9  | 10 | 10 | 10 | 10 | 10 | 10 |
| SA Mérignac         | 5  | 7  | 6  | 8  | 9  | 9  | 10 | 9  | 8  | 8  | 9  | 9  | 9  | 9  | 9  |
| Nantes ARH          | 8  | 5  | 4  | 6  | 7  | 6  | 5  | 5  | 6  | 7  | 7  | 5  | 7  | 7  | 8  |
| CS Noisy-le-Grand   | 9  | 11 | 9  | 7  | 8  | 6  | 6  | 6  | 5  | 6  | 5  | 7  | 8  | 5  | 5  |
| SPRS Ploufragan     | 6  | 9  | 10 | 11 | 10 | 10 | 8  | 7  | 7  | 9  | 8  | 8  | 6  | 8  | 7  |
| Poiré Roller        | 6  | 4  | 7  | 4  | 5  | 7  | 7  | 8  | 10 | 5  | 6  | 6  | 5  | 6  | 6  |
| HC Dinan-Quévert    | 4  | 2  | 2  | 3  | 3  | 3  | 3  | 3  | 3  | 3  | 3  | 3  | 3  | 3  | 3  |
| LV La Roche-sur-Yon | 2  | 1  | 1  | 1  | 1  | 1  | 2  | 2  | 2  | 2  | 2  | 2  | 2  | 2  | 2  |
| SCRA Saint-Omer     | 3  | 3  | 3  | 2  | 2  | 2  | 1  | 1  | 1  | 1  | 1  | 1  | 1  | 1  | 1  |

### Meilleurs buteurs
Avec 32 buts, Erwan Debrouver termine en tant que meilleur buteur du championnat, avec deux buts de plus que lors de la saison précédente, qui lui avait permis d'obtenir la troisième place. Il remplace Mateo Avondo, meilleur buteur de la saison précédent, a quitté le championnat français. Erwan Debrouver est suivi par un trio espagnol mené par Toni Sero Gine qui pour la seconde année consécutive termine à la seconde place. Jacobo Mantinan complète quant à lui le podium lequel il était resté au pied lors de la saison passée. Joan Galbas fait son entrée dans les dix meilleurs buteurs en terminant à la quatrième place. Tomas Costa Moreira venant du Portugal, Felipe Sebastian Matias Baeili venant d'Italie et Vicente Marti venant d'Espagne, se classent respectivement à une cinquième, une sixième et une neuvième place pour une première participation au championnat français. Le français Thomas Bouchet reste pour la seconde année consécutive dans les dix meilleurs buteurs en étant rétrogradé de la huitième à la dixième place.
| Pl. | Nom                            | Club                | Buts |
| --- | ------------------------------ | ------------------- | ---- |
| 1   | Erwan Debrouver                | LV La Roche-sur-Yon | 32   |
| 2   | Toni Sero Gine                 | HC Dinan-Quévert    | 28   |
| 3   | Jacobo Mantinan                | SCRA Saint-Omer     | 24   |
| 4   | Joan Galbas                    | HC Dinan-Quévert    | 21   |
| 5   | Tomas Costa Moreira            | CS Noisy-le-Grand   | 20   |
| 6   | Felipe Sebastian Matias Baeili | SCRA Saint-Omer     | 19   |
| 7   | Marcos Pinto                   | LV La Roche-sur-Yon | 18   |
| 8   | Emiliano Chiconi Caif          | US Coutras          | 16   |
| 9   | Vicente Marti                  | Poiré Roller        | 14   |
| 10  | Thomas Bouchet                 | Nantes ARH          | 13   |

### Note
1. ↑  Date de la dernière journée du championnat de Nationale 1 de la saison 2018-2019.

#### Feuilles de match
Les feuilles de match sont issues du site officiel de la Fédération française de roller sports : ffroller.fr. 
1. ↑  Rapport 49158 du 28/09/2019 : Lyon - La Roche-sur-Yon
2. ↑  Rapport 49159 du 28/09/2019 : Ploufragan - Poiré-sur-Vie
3. ↑  Rapport 49160 du 28/09/2019 : Nantes - Mérignac
4. ↑  Rapport 49161 du 28/09/2019 : Quévert - Noisy-le-Grand
5. ↑  Rapport 49162 du 28/09/2019 : Coutras - Vaulx-en-Velin
6. ↑  Rapport 49163 du 28/09/2019 : Biarritz - Saint-Omer
7. ↑  Rapport 49164 du 05/10/2019 : La Roche-sur-Yon - Biarritz
8. ↑  Rapport 49165 du 05/10/2019 : Ploufragan - Lyon
9. ↑  Rapport 49166 du 05/10/2019 : Mérignac - Poiré-sur-Vie
10. ↑  Rapport 49167 du 05/10/2019 : Noisy-le-Grand - Nantes
11. ↑  Rapport 49168 du 05/10/2019 : Vaulx-en-Velin - Quévert
12. ↑  Rapport 49169 du 05/10/2019 : Saint-Omer - Coutras
13. ↑  Rapport 49170 du 12/10/2019 : La Roche-sur-Yon - Ploufragan
14. ↑  Rapport 49171 du 12/10/2019 : Lyon - Mérignac
15. ↑  Rapport 49172 du 12/10/2019 : Poiré-sur-Vie - Noisy-le-Grand
16. ↑  Rapport 49173 du 12/10/2019 : Nantes - Vaulx-en-Velin
17. ↑  Rapport 49174 du 12/10/2019 : Quévert - Saint-Omer
18. ↑  Rapport 49175 du 12/10/2019 : Biarritz - Coutras
19. ↑  Rapport 49176 du 26/10/2019 : Biarritz - Ploufragan
20. ↑  Rapport 49177 du 26/10/2019 : Mérignac - La Roche-sur-Yon
21. ↑  Rapport 52464 du 26/10/2019 : Noisy-le-Grand - Lyon
22. ↑  Rapport 49179 du 26/10/2019 : Saint-Omer - Nantes
23. ↑  Rapport 49180 du 26/10/2019 : Coutras - Quévert
24. ↑  Rapport 49181 du 19/10/2019 : Vaulx-en-Velin - Poiré-sur-Vie
25. ↑  Rapport 49182 du 02/11/2019 : Ploufragan - Mérignac
26. ↑  Rapport 49183 du 02/11/2019 : La Roche-sur-Yon - Noisy-le-Grand
27. ↑  Rapport 49184 du 02/11/2019 : Lyon - Vaulx-en-Velin
28. ↑  Rapport 49185 du 02/11/2019 : Poiré-sur-Vie - Saint-Omer
29. ↑  Rapport 49186 du 02/11/2019 : Nantes - Coutras
30. ↑  Rapport 49187 du 02/11/2019 : Quévert - Biarritz
31. ↑  Rapport 49188 du 09/11/2019 : Mérignac - Biarritz
32. ↑  Rapport 49189 du 09/11/2019 : Noisy-le-Grand - Ploufragan
33. ↑  Rapport 49190 du 09/11/2019 : Vaulx-en-Velin - La Roche-sur-Yon
34. ↑  Rapport 49191 du 09/11/2019 : Saint-Omer - Lyon
35. ↑  Rapport 49192 du 09/11/2019 : Coutras - Poiré-sur-Vie
36. ↑  Rapport 49193 du 09/11/2019 : Quévert - Nantes
37. ↑  Rapport 49194 du 23/11/2019 : Mérignac - Noisy-le-Grand
38. ↑  Rapport 49195 du 23/11/2019 : Ploufragan - Vaulx-en-Velin
39. ↑  Rapport 49196 du 23/11/2019 : La Roche-sur-Yon - Saint-Omer
40. ↑  Rapport 49197 du 23/11/2019 : Lyon - Coutras
41. ↑  Rapport 49198 du 23/11/2019 : Poiré-sur-Vie - Quévert
42. ↑  Rapport 49199 du 23/11/2019 : Biarritz - Nantes
43. ↑  Rapport 49200 du 30/11/2019 : Noisy-le-Grand - Biarritz
44. ↑  Rapport 49201 du 30/11/2019 : Vaulx-en-Velin - Mérignac
45. ↑  Rapport 49202 du 30/11/2019 : Saint-Omer - Ploufragan
46. ↑  Rapport 49203 du 30/11/2019 : Coutras - La Roche-sur-Yon
47. ↑  Rapport 49204 du 30/11/2019 : Quévert - Lyon
48. ↑  Rapport 49205 du 30/11/2019 : Nantes - Poiré-sur-Vie
49. ↑  Rapport 49206 du 07/12/2019 : Noisy-le-Grand - Vaulx-en-Velin
50. ↑  Rapport 49207 du 07/12/2019 : Mérignac - Saint-Omer
51. ↑  Rapport 49208 du 07/12/2019 : Ploufragan - Coutras
52. ↑  Rapport 49209 du 07/12/2019 : La Roche-sur-Yon - Quévert
53. ↑  Rapport 49210 du 07/12/2019 : Lyon - Nantes
54. ↑  Rapport 49211 du 14/12/2019 : Poiré-sur-Vie - Biarritz
55. ↑  Rapport 49212 du 04/01/2020 : Biarritz - Vaulx-en-Velin
56. ↑  Rapport 49213 du 04/01/2020 : Saint-Omer - Noisy-le-Grand
57. ↑  Rapport 49214 du 04/01/2020 : Coutras - Mérignac
58. ↑  Rapport 49215 du 04/01/2020 : Quévert - Ploufragan
59. ↑  Rapport 49216 du 04/01/2020 : Nantes - La Roche-sur-Yon
60. ↑  Rapport 49217 du 04/01/2020 : Poiré-sur-Vie - Lyon
61. ↑  Rapport 49218 du 11/01/2020 : Vaulx-en-Velin - Saint-Omer
62. ↑  Rapport 49219 du 11/01/2020 : Coutras - Noisy-le-Grand
63. ↑  Rapport 49220 du 11/01/2020 : Mérignac - Quévert
64. ↑  Rapport 49221 du 11/01/2020 : Ploufragan - Nantes
65. ↑  Rapport 49223 du 11/01/2020 : Lyon - Biarritz
66. ↑  Rapport 51085 du 11/01/2020 : Poiré-sur-Vie - La Roche-sur-Yon
67. ↑  Rapport 49226 du 25/01/2020 : Mérignac - Nantes
68. ↑  Rapport 49238 du 25/01/2020 : Vaulx-en-Velin - Coutras
69. ↑  Rapport 49224 du 25/01/2020 : La Roche-sur-Yon - Lyon
70. ↑  Rapport 49240 du 25/01/2020 : Saint-Omer - Biarritz
71. ↑  Rapport 49225 du 25/01/2020 : Poiré-sur-Vie - Ploufragan
72. ↑  Rapport 49227 du 25/01/2020 : Noisy-le-Grand - Dinan-Quévert
73. ↑  Rapport 49249 du 08/02/2020 : Nantes  - Noisy-le-Grand
74. ↑  Rapport 49244 du 08/02/2020 : Lyon - Ploufragan
75. ↑  Rapport 49242 du 08/02/2020 : Biarritz - La Roche-sur-Yon
76. ↑  Rapport 49245 du 08/02/2020 : Poiré-sur-Vie - Mérignac
77. ↑  Rapport 49251 du 08/02/2020 : Coutras - Saint-Omer
78. ↑  Rapport 51085 du 08/02/2020 : Dinan-Quévert - Vaulx-en-Velin
79. ↑  Rapport 49254 du 22/02/2020 : Mérignac - Lyon
80. ↑  Rapport 49288 du 22/02/2020 : Vaulx-en-Velin - Nantes
81. ↑  Rapport 49287 du 22/02/2020 : Noisy-le-Grand - Poiré-sur-Vie
82. ↑  Rapport 49290 du 22/02/2020 : Saint-Omer - Dinan-Quévert
83. ↑  Rapport 49252 du 22/02/2020 : Ploufragan - La Roche-sur-Yon
84. ↑  Rapport 49293 du 22/02/2020 : Coutras - Biarritz
85. ↑  Rapport 49751 du 07/03/2020 : Nantes - Saint-Omer
86. ↑  Rapport 49747 du 07/03/2020 : Ploufragan - Biarritz
87. ↑  Rapport 49750 du 07/03/2020 : Poiré-sur-Vie - Vaulx-en-Velin
88. ↑  Rapport 49749 du 07/03/2020 : Lyon - Noisy-le-Grand
89. ↑  Rapport 49748 du 07/03/2020 : La Roche-sur-Yon - Mérignac
90. ↑  Rapport 49752 du 07/03/2020 : Dinan-Quévert - Coutras

#### Règles du jeu
- Fédération française de roller sports, Règlement Sportif du Comité Rink Hockey - Partie I, 2016, 62 p. (lire en ligne)

- Fédération française de roller sports, Règlement Sportif du Comité Rink Hockey - Partie II (1), 2016, 52 p. (lire en ligne)
- Fédération française de roller sports, Règlement Sportif du Comité Rink Hockey - Partie II (2), 2016, 30 p. (lire en ligne)

1. ↑  Règlement Sportif du Comité Rink Hockey 2016 : Article 201 - Mutation - Changement de clubs, p. 2.